# Mix and Match
Albums de Loona
Choerry
(2017) Yves
(2017)
Singles
1. Girl Front
Sortie : 21 septembre 2017
2. Loonatic (vers. anglaise)
Sortie : 23 octobre 2017

Singles
1. Sweet Crazy Love
Sortie : 31 octobre 2017

Mix and Match (stylisé Mix & Match) est le deuxième extended play du girl group sud-coréen Loona, interprété par la sous-unité Loona/Odd Eye Circle composée de Kim Lip, JinSoul et Choerry. Il est paru le 21 septembre 2017 sous le label Blockberry Creative. L'album comporte cinq chansons, dont le single « Girl Front ».

## Promotion et sortie
Le groupe a commencé à promouvoir l'album le 9 septembre 2017 en publiant des photos individuelles des membres et du groupe durant quatre jours. Les détails de l'album sont parus le 14 septembre, en même temps qu'une confirmation de la date de sortie ainsi que la track-list. D'autres teasers, aperçus du clip et des chansons de l'album ont suivi, respectivement les 18 et 19 septembre via la chaîne YouTube officielle du groupe.
L'album est officiellement sorti le 21 septembre 2017, en même temps que le clip de la chanson « Girl Front ». Cette date marque aussi le début des promotions de la sous-unité dans différentes émissions musicales.

## Liste des pistes
| 1.    | Odd        | G-High (MonoTree)                    | Ollipop, Hayley Aitken                                     | 0:45 |
| 2.    | Girl Front | 박지연, 황현 (MonoTree), Jaden Jeong | Ollipop, Hayley Aitken                                     | 3:16 |
| 3.    | Loonatic   | G-High (MonoTree)                    | G-High, 김유석 (MonoTree)                                  | 3:00 |
| 4.    | Chaotic    | Artronic Waves, Safira.K, David Kate | Artronic Waves, David Kater                                | 3:59 |
| 5.    | Starlight  | GDLO, 박지연 (MonoTree)              | Hyuk Shin (Joombas), NOPARI (MonoTree), JJ Evans (Joombas) | 3:21 |
| 11:21 |            |                                      |                                                            |      |

| Réédition Max and Match | Réédition Max and Match     | Réédition Max and Match              | Réédition Max and Match                                     | Réédition Max and Match | Réédition Max and Match | Réédition Max and Match | Réédition Max and Match | Réédition Max and Match | Réédition Max and Match |
| No                      | Titre                       | Paroles                              | Musique                                                     | Durée                   |                         |                         |                         |                         |                         |
| ----------------------- | --------------------------- | ------------------------------------ | ----------------------------------------------------------- | ----------------------- | ----------------------- | ----------------------- | ----------------------- | ----------------------- | ----------------------- |
| 1.                      | Add                         |                                      | NOPARI, GDLO, 황현 (MonoTree)                               | 1:11                    |                         |                         |                         |                         |                         |
| 2.                      | Sweet Crazy Love            | 박지연 (MonoTree)                    | Daniel Kim, Charli Taft, Thomas Sardorff, G-high (MonoTree) | 3:36                    |                         |                         |                         |                         |                         |
| 3.                      | Uncover                     | G-High (MonoTree)                    | G-High (MonoTree)                                           | 3:20                    |                         |                         |                         |                         |                         |
| 4.                      | Girl Front                  | 박지연, 황현 (MonoTree), Jaden Jeong | Ollipop, Hayley Aitken                                      | 3:16                    |                         |                         |                         |                         |                         |
| 5.                      | Loonatic                    | G-High (MonoTree)                    | G-High, 김유석 (MonoTree)                                   | 3:00                    |                         |                         |                         |                         |                         |
| 6.                      | Chaotic                     | Artronic Waves, Safira.K, David Kate | Artronic Waves, David Kater                                 | 3:59                    |                         |                         |                         |                         |                         |
| 7.                      | Starlight                   | GDLO, 박지연 (MonoTree)              | Hyuk Shin (Joombas), NOPARI (MonoTree), JJ Evans (Joombas)  | 3:21                    |                         |                         |                         |                         |                         |
| 8.                      | Odd Front                   | 박지연, 황현 (MonoTree)              | Ollipop, Hayley Aitken                                      | 3:46                    |                         |                         |                         |                         |                         |
| 9.                      | Loonatic (version anglaise) | G-High (MonoTree), Simple T          | G-High, 김유석 (MonoTree)                                   | 3:00                    |                         |                         |                         |                         |                         |
| 28:29                   |                             |                                      |                                                             |                         |                         |                         |                         |                         |                         |

## Classements
| Classement (2017)           | Meilleures positions | Ventes        |
| --------------------------- | -------------------- | ------------- |
| Corée du Sud Albums (Gaon)  | 16                   | - COR: 6 793+ |
| US World Albums (Billboard) | 10                   | - COR: 6 793+ |